# Умєров Рустем Енверович
Русте́м Енве́рович Умє́ров (крим. Rustem Enver oğlu Ümerov; нар. 19 квітня 1982 року, Самарканд, Узбецька РСР) — український політичний і державний діяч та підприємець. Секретар Ради національної безпеки і оборони України з 18 липня 2025 року. Міністр оборони України з 6 вересня 2023 до 17 липня 2025 року. Народний депутат України IX скликання від партії «Голос» та заступник керівника постійної делегації до Парламентської асамблеї Ради Європи (2019—2022). Голова Фонду державного майна України (2022—2023).
Делегат Курултаю кримськотатарського народу і радник лідера кримськотатарського народу Мустафи Джемілєва. Протягом 2020—2023 років був співголовою депутатського об'єднання «Кримська платформа» у Верховній Раді. Ініціатор законопроєкту про скасування вільної економічної зони «Крим».
2013 — став співзасновником і виконавчим директором компанії ASTEM Foundation, одного із донорів програми Ukrainian Emerging Leaders Стенфордського університету для підготовки українських політичних та громадських діячів, юристів і підприємців.

## Біографія
Народився 1982 року в Самарканді Узбецької РСР у родині інженерів, вихідців з Алушти (Крим, Україна). Етнічний кримський татарин. Мусульманин. Батько — Енвер Умєров, інженер-технолог. Мати — Мер'єм Умєрова, інженер-хімік. Старший брат Аслан Омєр Киримли — український політик, економіст, громадський діяч, кандидат економічних наук, підприємець, меценат. 18 травня 1944 року сім'я Умєрових була депортована разом з кримськотатарським народом з Криму до Центральної Азії. Після 50 років у вигнанні і початку репатріації кримських татар сім'я Умєрових змогла повернутися до Криму.
Закінчив Кримську гімназію-інтернат для обдарованих дітей Міністерства освіти і науки АР Крим. Стипендіат за «Програмою обміну майбутніх лідерів (FLEX), США». Диплом бакалавра за спеціальністю «економіка» і магістра за спеціальністю «фінанси» здобув у Національній академії управління. Будучи студентом, брав участь у різноманітних проєктах і студентських спільнотах: Канадсько-українська парламентська програма, Американо-українська програма лідерства, Європейський молодіжний парламент, Європейський студентський форум AEGEE, Саміт «Форум майбутнього», Європейська асоціація студентів-юристів.
2019—2022 — народний депутат України від партії «Голос».
2022—2023 — голова Фонду державного майна України. З 2023 — міністр оборони України.

## Політична і державна діяльність

### Після окупації Криму
У липні 2019 року на позачергових парламентських виборах до Верховної Ради був обраний народним депутатом України від політичної партії «Голос». Секретар Комітету ВРУ з питань прав людини, деокупації та реінтеграції тимчасово окупованих територій, національних меншин і міжнаціональних відносин. Заступник Керівника делегації Парламентської асамблеї Ради Європи. Співголова групи з міжпарламентських зв'язків з Саудівською Аравією, співголова групи з міжпарламентських зв'язків з Туреччиною. Із грудня 2020 року — співголова депутатського об'єднання «Кримська платформа». Є членом груп дружби з міжпарламентських зв'язків з Державою Ізраїль, Китайською Народною Республікою, Сполученим Королівством Великої Британії та Північної Ірландії, США, Японією та Канадою.
Ініціював законопроєкт щодо скасування вільної економічної зони «Крим». Верховна Рада на позачерговому засіданні 1 липня ухвалила пакет законів, якими скасувала закон про вільну економічну зону «Крим», а також пов'язані з ним зміни до Податкового та Митного кодексів України. У законі про скасування ВЕЗ «Крим», зокрема, прописано, що Україна не постачатиме воду в Крим до моменту його деокупації. Рустем Умєров заявляв, що Росія порушила міжнародне право, тож вона несе відповідальність за гуманітарні потреби людей в Криму.
Працював над відновленням історичних та політичних прав кримських татар, лобіював ухвалення законопроєктів про корінних народів і статус кримськотатарського народу. 1 липня 2021 Верховна Рада ухвалила закон про корінні народи України.
Разом із Мустафою Джемілєвим є співініціатором будівництва за підтримки Туреччини 1000 квартир для внутрішньо переміщених кримських татар та пільгових категорій громадян України. На початку квітня 2021 року президенти України й Туреччини домовилися про початок будівництва квартир. Міністр з питань реінтеграції тимчасово окупованих територій Олексій Резніков і міністр довкілля та містобудування Туреччини Мурат Курум підписали угоду, в якій турецька сторона закріпила намір побудувати 500 квартир: 200 запланували звести в Миколаєві, 200 — у Херсоні, 100 — у Києві. У липні 2021 року Верховна Рада ратифікувала Рамкову угоду між Україною та Туреччиною щодо будівництва житла для кримських татар та пільговиків.
У вересні 2021 року, після чергової хвилі репресій проти кримських татар у тимчасово окупованому Криму, а також затримання першого заступника Меджлісу кримськотатарського народу, ініціював разом із Мустафою Джемілєвим і Ахтемом Чийгозом заяву щодо «незаконного затримання першого заступника голови Меджлісу кримськотатарського народу Нарімана Джелялова та інших представників кримськотатарського народу на тимчасово окупованій території Криму державою-агресором Російською Федерацією». 10 вересня 2021 року парламент ухвалив відповідну постанову 293 голосами депутатів.
За час роботи депутатом зареєстрував у співавторстві з колегами майже 100 законопроєктів. У 2020 році ініціював заяву Верховної Ради щодо нелегітимності проведення Росією загальноросійського голосування по поправках в тимчасово окупованому Криму. У травні 2020 був одним із авторів закону щодо оплати лікарняних медикам у зв'язку з COVID-19 незалежно від страхового стажу та в розмірі 100 % середньої зарплати. У вересні 2020 разом з іншими депутатами ініціював постанову до уряду щодо перерозподілу грошей з Фонду боротьби з COVID-19 на забезпечення безпечного навчального процесу і якісної освіти в умовах карантину. Один із авторів законопроєкту, який встановлює процедуру визнання особою без громадянства. Цей закон дасть змогу таким особам законно перебувати на території України та отримати документ, що посвідчує їхню особу та підтверджує законність проживання на території України. Закон набрав чинності 18 липня 2021 року.
У співавтостві з Рустемом Умєровим подано до парламенту та ухвалено законопроєкт, який звільняє внутрішньо переміщених осіб від сплати туристичного збору за проживання у тимчасових помешканнях. 12 жовтня 2020 року президент підписав закон.

### Міжнародна діяльність
Рустем Умєров — заступник керівника Постійної делегації Парламентської Асамблеї Ради Європи (ПАРЄ), співголова групи з міжпарламентських зв'язків з Королівством Саудівська Аравія, співголова групи з міжпарламентських зв'язків з Турецькою Республікою. У червні 2021 року ПАРЄ ухвалила резолюцію про порушення прав кримських татар на півострові.
У травні 2020 року Рустем Умєров ініціював звернення Верховної Ради щодо вшанування жертв геноциду кримськотатарського народу та засудження порушень прав і свобод кримських татар Росією до ООН, Європейського Парламенту, парламентських асамблей Ради Європи, ОБСЄ, НАТО, Організації чорноморського економічного співробітництва, урядів та парламентів держав світу. Звернення підтримали 310 депутатів.
У січні 2021 у складі делегації на зимовій сесії ПАРЄ він порушив проблему порушення прав українців та кримських татар в Криму з боку російських окупантів. Йдеться про те, що українці та кримські татари через етноконфесійну приналежність та українську позицію підлягають перевіркам з боку окупаційної адміністрації. Наслідком цього є репресії та незаконні вироки. Іншим проявом етнічного профілювання є ненадання медичної допомоги політичним заручникам Кремля. Також порушив питання примусової вакцинації Росією наших громадян в Криму своєю вакциною, яка не пройшла третю стадію клінічних випробувань.
Постійно проводить зустрічі із міжнародними партнерами з метою інформування про системні порушення прав людини, у тому числі кримських татар у тимчасово окупованому Криму.

### Деокупація Криму, створення Кримської платформи та захист прав кримських татар
У грудні 2020 року у Верховній Раді створили міжфракційне об'єднання «Кримська платформа». Рустем Умєров був обраний співголовою об'єднання разом із Мустафою Джемілєвим Ахтемом Чийгозом, Єлизаветою Ясько та Вадимом Галайчуком. Мета об'єднання — формування та реалізація парламентського треку в рамках єдиної державної стратегії деокупації та реінтеграції Криму, створення міжпарламентської асамблеї з метою адвокації питання відновлення контролю над частинами Чорного й Азовського морів. До цього президент України Володимир Зеленський ініціював створення нового переговорного майданчику «Кримська платформа», яка буде координувати міжнародні зусилля для захисту прав кримчан та деокупації півострова.
Перший установчий саміт Кримської платформи відбувся в Києві 23 серпня 2021 року. У саміті взяли участь представники 46 країн та міжнародних організацій. За його підсумками підписано «Кримську декларацію». Міжфракційне об'єднання «Кримська платформа» розробляє близько 20 законопроєктів, що стосуються тимчасово анексованого півостров, зокрема, про статус кримськотатарського народу, про внесення змін до Конституції України в частині питань Криму. Також є ідеї законопроєктів про політв'язнів, про санкції.
Рустем Умєров постійно комунікує із державними органами України в питаннях обміну кримських політв'язнів та військовополонених. У 2017 році Рустем Умєров сприяв звільненню двох політв'язнів Кремля — кримських татар Ахтема Чийгоза та Ільмі Умерова. У 2020 році з трибуни Верховної Ради виступив з ініціативою стосовно утворення Міжвідомчого координаційного центру, який зосередиться виключно на питанні звільнення українських політв'язнів.
Ініціював парламентське звернення щодо засудження тимчасової окупації Криму та Севастополя, порушень там прав і свобод людини та звільнення українських політичних в'язнів до ООН, Європарламенту, ПАРЄ, Парламентських Асамблей ОБСЄ, НАТО та ОЧЕС та урядів і парламентів держав світу. Звернення підтримали 314 депутатів.
У березні 2020 року Рустем Умєров ініціював парламентські слухання з деокупації та реінтеграції Криму та Севастополя. Метою слухань є напрацювання єдиного стратегічного документу щодо повернення Криму й Севастополя в Україну. Цей документ має бути частиною Стратегії розвитку України-2030. У вересні 2020 року Умєров увійшов до групи з розробки державної стратегії деокупації Криму та Севастополя, яка створена при РНБО. Його кандидатуру підтримав парламентський Комітет з прав людини. 24 березня президент Зеленський своїм указом затвердив рішення РНБО про стратегію деокупації Криму.
В 2024 році прийняв активну участь в реалізації проєкту Меморіалу жертвам депортації кримськотатарського народу в Києві, який було відкрито 11 вересня 2024 року за участі Президента України Володимира Зеленського, представників Меджлісу кримськотатарского народу, дипломатичного корпусу.

### Голова Фонду державного майна України
7 вересня 2022 року Верховна Рада України за поданням Прем'єр-міністра України Дениса Шмигаля призначила Рустема Умєрова Головою Фонду державного майна України. За наступний рік майже 400 підприємців купили державні об'єкти, а економічний ефект від приватизації склав 5,2 мільярда гривень (3,8 мільярда гривень в бюджет від продажу об'єктів (це рекорд попередніх десяти років), 732 мільйони гривень — виплата боргів перед працівниками та бюджетом і 667 мільйонів гривень — ПДВ). Місячні доходи від оренди державного майна зросли з 21 мільйона гривень в липні 2022 року до 70 мільйонів гривень в липні 2023 року, тобто більш як у три рази.
Під керівництвом Рустема Умєрова Фонд державного майна України розпочав роботу над створенням Суверенного фонду України, який має об'єднати всі стратегічні активи країни, які не підлягатимуть приватизації.
Також під керівництвом Рустема Умєрова ФДМУ розпочав роботу над створенням Земельного банку, в якому мають бути консолідовані державні землі. Надалі він буде здавати ці землі на відкритих аукціонах на Prozorro.Продажі.
5 вересня 2023 року Верховна Рада України звільнила Рустема Умєрова з посади Голови Фонду державного майна України. Напередодні Президент України Володимир Зеленський повідомив, що Рустем Умєров має очолити Міністерство оборони України.

### Міністр оборони України
5 вересня 2023 року Президент України Володимир Зеленський вніс подання про призначення Рустема Умєрова на посаду Міністра оборони України (перед цим Верховна Рада України прийняла відставку Міністра оборони України Олексія Резнікова). В той же день Комітет Верховної Ради України з питань національної безпеки, оборони та розвідки рекомендував парламенту підтримати це призначення. 6 вересня 2023 року Верховна Рада України призначила Рустема Умєрова Міністром оборони України.
27 вересня 2023 року Кабінет Міністрів України призначив Юрія Джигиря, Наталію Калмикову заступниками Міністра оборони України, а Катерину Черногоренко — заступником Міністра оборони України з питань цифрового розвитку, цифрових трансформацій і цифровізації.
Пізніше у жовтні Рустем Умєров отримав ще трьох нових заступників. 5 жовтня Кабінет Міністрів України призначив заступниками Міністра оборони України Івана Гаврилюка (генерал-лейтенант, ексзаступник начальника ГШ ЗСУ), Станіслава Гайдера (екскерівник цифрової трансформації в НАЗК) та Дмитра Кліменкова (ексдиректор АТ «Укртрансгаз»).
Трохи менше ніж за два місяці, 1 грудня 2023 року, Кабінет Міністрів України призначив ще одного заступника Міністра оборони України — Віталія Половенка.
За участі Рустема Умєрова пройшли засідання Контактної групи з питань оборони України в форматі «‎Рамштайн»:
- «‎Рамштайн-15» 19 вересня 2023 року — домовились започаткувати ініціативу створення Capabilities Coalition[80] (Коаліція спроможностей), Україна, Естонія та Люксембург запустили ІТ-коаліцію[81];
- «‎Рамштайн-16» 11 жовтня 2023 року — за підсумками засідання Україна отримає[82] допомогу, яка включатиме боєприпаси для ППО, артилерійські боєприпаси та ракети, теплу уніформу, засоби для гуманітарного розмінування та літаки F-16. В засіданні взяв участь Президент України[83] Володимир Зеленський. Відбулося засідання Ради Україна — НАТО[84] на рівні міністрів оборони;
- «‎Рамштайн-17» 22 листопада 2023 року — сформовано нову коаліцію наземних засобів ППО; Нідерланди підготували 2 млрд євро на військову допомогу Україні; Естонія надає фінансування на суму пів мільйона доларів на діяльність ІТ-коаліції на додаток до зобов'язань Люксембургу у розмірі 10 мільйонів євро[85];
- «‎Рамштайн-18» 23 січня 2024 року — Україна отримає[86] від іноземних партнерів озброєння для ефективного ураження ворога як на лінії зіткнення, так і в тилу, та для знищення його логістичних вузлів.

29 вересня Рустем Умєров взяв участь у Першому міжнародному форумі оборонних індустрій (DFNC1), який об'єднав 252 компанії з понад 30 країн, які виробляють озброєння, військову техніку та оборонні системи. В рамках форуму Україна уклала з іноземними партнерами 20 угод та меморандумів про виготовлення дронів, ремонт та виробництво бронетехніки та боєприпасів. Під час форуму був створений Альянс оборонних індустрій.

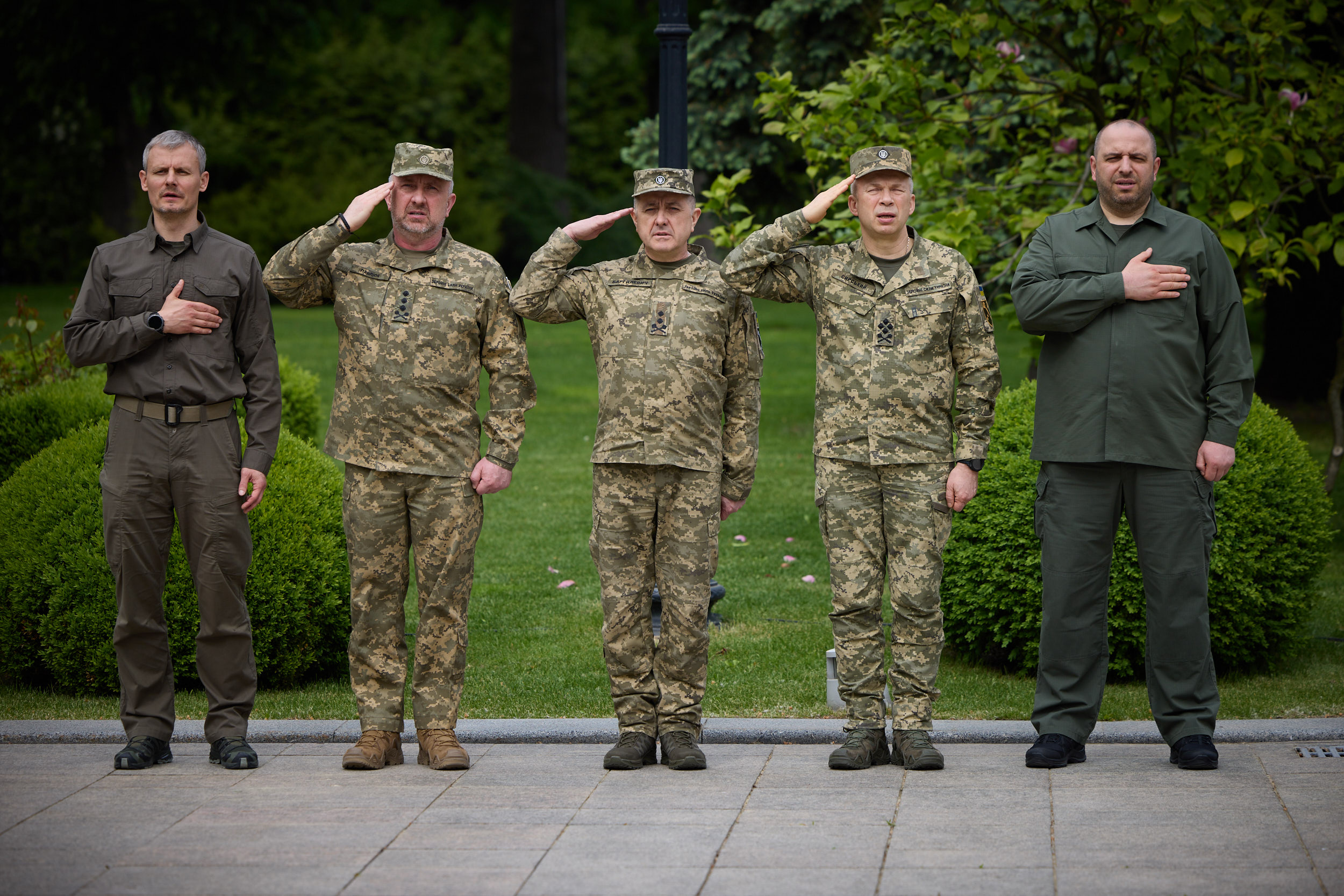
Участь Рустема Умєрова у урочистих вітаннях військових на День піхоти. 6 травня 2024

В продовження, в грудні 2023 року, в США Рустем Умєров взяв участь в конференції оборонних індустрій DFNC1: US Edition. Міноборони України та Мінстратегпром України підписала меморандум із Міністерством оборони США про співробітництво щодо спільного виробництва та обміну технічними даними.

#### Реформи в Міністерстві оборони
- Міноборони вперше на рівні всіх Сил оборони сформувало узгоджену потребу на 2024 рік[89]. Також почали закуповувати БПЛА та РЕБ[90].
- Рустем Умєров почав реформу закупівель[91] для ЗСУ — закупівлі передані від безпосередньо міністерства двум агенціям («‎Державному оператору тилу», який закуповує тилове майно, та «‎Агенції оборонних закупівель», яка закуповує озброєння). 30 жовтня 2023 року Рустем Умєров підписав контракт та наказ про призначення Арсена Жумаділова[92] гендиректором держпідприємства «‎Державний оператор тилу». В грудні 2023 року «‎Державний оператор тилу» вперше оголосив торги[93] для забезпечення потреб ЗСУ. В січні 2024 року Рустем Умєров призначив Марину Безрукову[94] новим директором «‎Агенції оборонних закупівель».
- В 2024 році, при Міністерстві оборони України вперше за час існування відомства створено новий координаційний дорадчий орган для Департаменту внутрішнього аудиту — Аудиторський комітет, який є однією зі складових нової моделі реформи фінансового контролю. Наказ про створення комітету був підписаний Рустемом Умєровим в квітні 2024 року[95].
- В 2024 році була розпочата комплексна реформа систему обліку військовозобов'язаних і їх подальшої мобілізації. Було підготовлено і впроваджено відповідні законодавчі зміни до законів України[96]. Процес обліку був цифровізований, повноцінно запрацював електронний реєстр військовозобов'язаних «Оберіг», електронний кабінет військовозобов'язаних, був запущений додаток «Резерв+». Реформа дозволила в три рази збільшити показники мобілізації[97]
- В 2024 році в Міністерстві оборони України було запроваджено нову систему управління даними, яка є складовою частиною оновленої Стратегії даних Міністерства оборони[98].

#### Проєкти Міністерства оборони
За часи керівництва Рустема Умєрова в Міністерстві оборони України були успішно започатковані декілька системних і суспільно значущих проєктів. Зокрема,
- «Резерв+». Завдяки додатку, декілька мільонів українців отримали електронний військово-обліковий документ не виходячи з дому. Запуск додатку значно знизив навантаження на територіальні центри комплектування і став альтернативою механізму застарілого радянського процесу військового обліку[97];
- '«Армія+». На початок вересня 2024 року, 230 000 військових вже користувались системою з електронними послугами, що включає в себе багато аспектів військового повсякдення — від подання рапортів усіх видів до цифровізації даних по здоров'ю. За словами Міністра Рустема Умєрова, Міністерство поставило собі за мету 100 % переходу на в діджитал документообіг[97];
- «Ветеран+». Запуск спеціального додатку для ветеранів очикується в найближчому майбутньому. Розробка системи ведеться разом з іншими міністерствами і відомствами[99];
- Електрона черга до ТЦК. Міністерство оборони спільно з Командуванням Сухопутних військ запустило електронну чергу до ТЦК та СП для оновлення даних, враховуючи на супільний запит. Сервіс запрацював у всіх ТЦК та СП України в тестовому режимі з травня 2024 року[100].

### Секретар РНБО України
18 липня 2025 року призначений на посаду Секретаря Ради національної безпеки і оборони України (РНБО України).
24 липня 2025 року призначений на посаду керівника Національного координаційного центру кібербезпеки, яким за посадою є Секретар РНБО України.

## Критика і звинувачення в корупції
В листопаді 2024 року за каденції Умерова до війська було поставлено більше 100 тисяч неякісних 120 мм мін для мінометів. 3 грудня 2024 року Міністра оборони України Рустема Умєрова викликали до Верховної Ради України щодо скандалів про оборонні замовлення, зокрема, мін. Міністр проігнорував запрошення.
Багато разів критикували за помітну відсутність у будь-яких справах, пов'язаних із війною. Враховуючи, що Рустем Умеров обіймає посаду міністра оборони країни, яка перебуває у стані війни, його відстороненість від питань, пов'язаних із військовими діями, зокрема нездатність забезпечити належне зведення фортифікаційних споруд, проблеми з виробництвом якісних мін та впровадженням військових реформ, принесла йому прізвисько «Міністр Целофан» серед багатьох журналістів та військовослужбовців.
24 січня 2025 року Умєров відмовився прийняти рішення Наглядової ради Агентства оборонних закупівель (АОЗ) щодо продовження контракту з директоркою Мариною Безруковою ще на рік. Також Умеров звільнив двох членів Наглядової ради, які за це рішення проголосували, мова йде про Тараса Чмута, директора фонду «Повернись живим», та ексзаступника міністра оборони Юрія Джигира. 25 січня ЦПК подав до Національного антикорупційного бюро України заяву про зловживання службовим становищем міністром оборони Рустемом Умєровим на тлі інциденту з керівництвом Агентства оборонних закупівель. 27 січня НАБУ зареєструвало провадження проти міністра оборони України Рустема Умєрова за ознаками зловживання владою.

## Суспільна діяльність
Підтримує кримських татар в Україні та за кордоном.
З 1999 року бере участь у різних студентських, громадських і благодійних заходах, як індивідуально, так і спільно з громадськими організаціями.
У 2007 році був серед засновників громадської організації «Земляцтво кримських татар», яка зосереджена на розвитку регіональних представництв кримських татар на території України, а також посилення соціального, культурного та інформаційного діалогу всередині кримськотатарського співтовариства в Києві і інших містах України. У 2007 році також став співзасновником міжнародної організації «Bizim Qırım», мета якої — зберегти національні інтереси, сприяти відновленню політичних, соціально-економічних, культурних, мовних та релігійних прав кримськотатарського народу.
З 2011 по 2013 рік був співзасновником і президентом Фонду розвитку Криму, мета якого — сприяти соціальній активності жителів Криму, формування відповідального співтовариства та подолання наслідків однієї з катастроф 20-го століття — геноциду депортацію 1944 року. У 2012 став співзасновником і членом правління Кримської Міжнародної Бізнес Асоціації. Серед цілей організації значилося сприяння в розробці та впровадженні стратегії розвитку економіки Криму, підтримка малого і середнього бізнесу, впровадження перспективних інноваційних технологій, розвиток міжнародного співробітництва та поліпшення інвестиційного клімату Криму.
У 2012 році сім'я Умєрових виступила ініціатором реставрації мечеті Орта-Джамі — архітектурної пам'ятки XVI—XVII століть в Бахчисараї (Крим, Україна). Фінансування забезпечувалося за рахунок особистих коштів родини Умєрових. Реалізація ініціативи стартувала в рамках національного проєкту відновлення культурної та історичної спадщини Криму. 16 серпня 2013 року відбулося урочисте відкриття історично реконструйованої мечеті, яка була недіючої близько 95 років.
У 2014 році був серед засновників благодійного фонду «Евкаф», створеного з метою надання допомоги в розвитку мусульманських громад та інституту благодійності, а також сприяння громадянській активності.
У 2014 році надав допомогу в створенні «Фонду Культурної Спадщини». Фонд здійснює свою діяльність в інтересах корінних народів Криму, а також займається захистом прав і основних свобод громадян в галузі освіти, культури та мистецтва, охорони культурної спадщини, охорони здоров'я і навколишнього середовища, соціального захисту громадян, розвитку територіальних громад.
Фонд ASTEM Foundation
У 2013 році був співзасновником фонду ASTEM Foundation. Фонд, ведений місією, орієнтований на поліпшення суспільного життя за допомогою підтримки ініціатив у сферах розвитку соціальних інновацій, регіональних спільнот, освіти, медицини, спорту, культури, прав людини і релігійних свобод у межах бачення й місії організації, які пов'язані прогнозуванням нових викликів у майбутньому.
Фонд є одним із донорів програми Ukrainian Emerging Leaders Стенфордського університету, яка розроблена для підготовки українських політичних діячів, юристів, соціальних підприємців, бізнесменів, а також лідерів громадських організацій. Мета програми: розвиток лідерських навичок і зміцнення наукової бази стипендіатів для участі в розв'язанні проблем розвитку в Україні.
У травні 2020 року завдяки підтримці ASTEM Foundation відремонтовано рейдовий буксир «Яни Капу» ВМС України, який захопила була Росія в листопаді 2018 року біля Керченської протоки.
Фонд ASTEM Foundation став партнером Kyiv School of Economics. У партнерстві з КШЕ Astem Foundation облаштував освітній простір у новій будівлі школи.
Фонд ASTEM Foundation приймає постійну участь в реалізації суспільно значущих проєктів: «100 машин для перемоги». В 2024 році фонд був задіяний в створення Меморіалу в Києві, присвяченному вшануванню пам'яті геноциду кримських татар, який було реалізовано за ініциативи Президента України Володимира Зеленського.
Фонд національного добробуту Криму
Є співзасновником та входить в Опікунську раду Фонд національного добробуту Криму. Це міжнародна благодійна організація, яка фінансує стратегічні національні програми та підтримує найменш соціально захищених кримських татар. Серед проєктів фонду: будівництво за підтримки Туреччини Кримськотатарського культурно-освітнього комплексу в Києві. Комплекс буде громадським, культурним, соціальним, освітнім та духовним центром кримських татар і мусульман України в цілому. Заплановане будівництво Соборної мечеті та духовного центру, етнографічного центру з національним музеєм і конференц-залом, школи, ресторанів та зони відпочинку.

## Особисте життя
Рустам Умєров одружений, виховує трьох дітей — сина 2013 року народження та двох доньок — 2015 та 2021 років народження.

## Відзнаки
- Орден «За заслуги» ІІІ ступеня (23 серпня 2021)[126]
- В 2023 році став одним з 15 лідерів у категорії «Державне управління» рейтингу «Список лідерів України УП-100»[127] видання Українська правда.